# Album più venduti in Corea del Sud

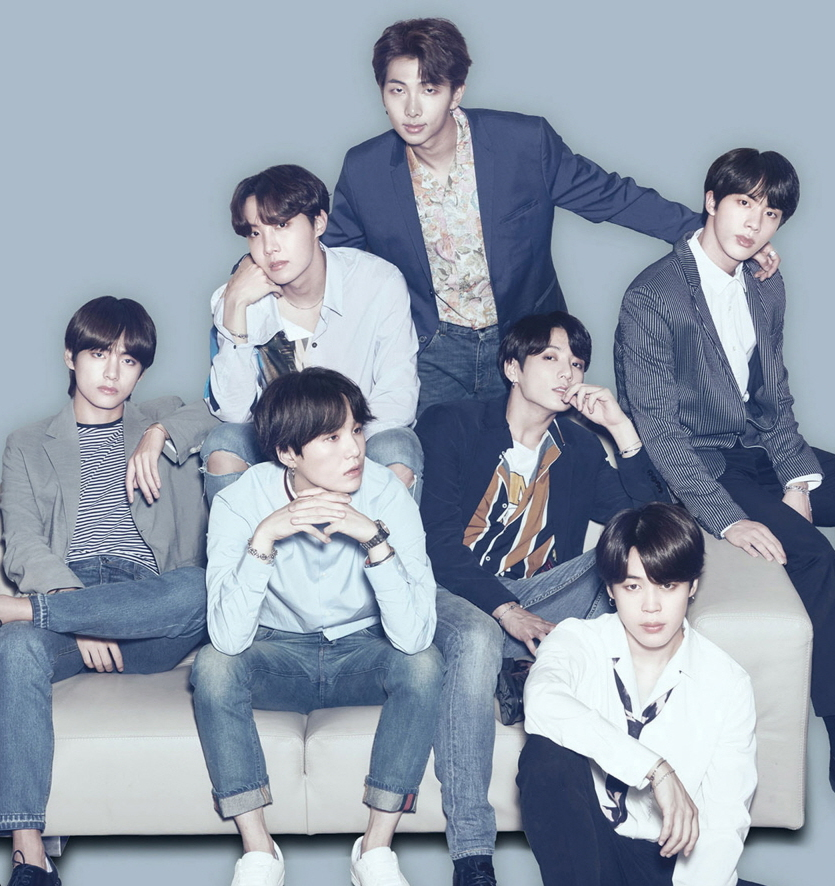
I BTS hanno pubblicato il disco più venduto di sempre in Corea del Sud, Map of the Soul: 7, e sono gli artisti più venduti in patria con oltre 32 milioni di copie.

Questa voce contiene gli album più venduti in Corea del Sud.
Al 1º marzo 2021, il disco più venduto di sempre è Map of the Soul: 7 della boy band sudcoreana BTS: pubblicato il 21 febbraio 2020, ha totalizzato oltre 4,1 milioni di copie in nove giorni. Il gruppo è anche l'artista più venduto nel Paese, con più di 32,7 milioni di copie fisiche accumulate tra il loro debutto a giugno 2013 e la fine di novembre 2021.

## Storia

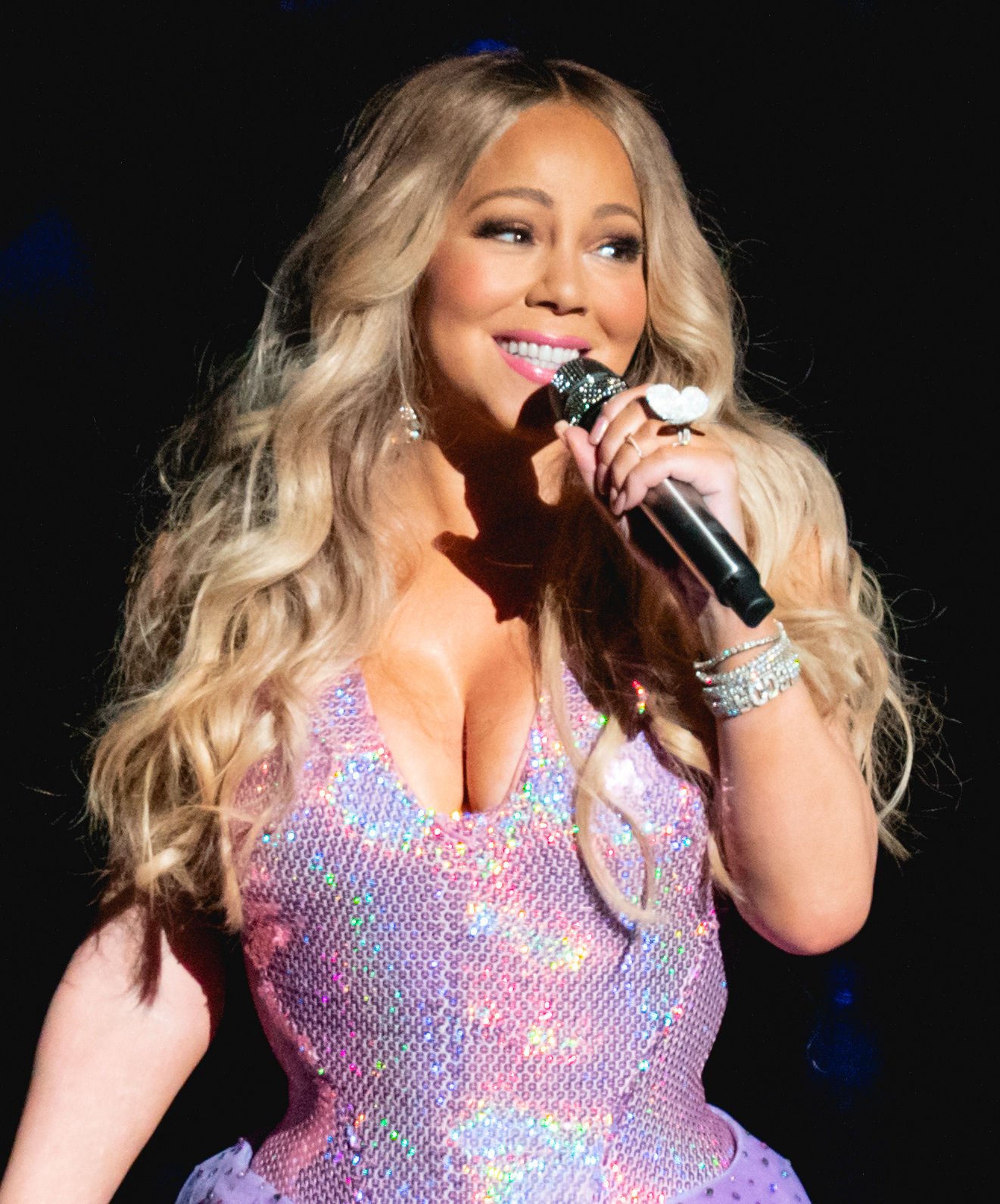
Nel 1996 Mariah Carey è stata la prima artista straniera a vendere un milione di copie in Corea del Sud, con Music Box.

Nel 1980, Cho Yong-pil fu il primo a vendere un milione di copie in Corea del Sud con il suo album Woman Outside The Window. Nel corso del decennio molteplici dischi raggiunsero il medesimo traguardo, e il milione di copie diventò  un numero simbolico nel mercato coreano, venendo considerato una pietra miliare per un artista. Seo Taiji and Boys II dei Seo Taiji and Boys, uscito nel 1993, fu il primo a superare i 2 milioni di copie, cifra che venne eguagliata negli anni successivi anche da Shin Seung-hun e Jo Sung-mo, tra gli altri, mentre gli unici idol in grado di raggiungere il milione furono gli HOT. Il terzo album di Kim Gun-mo, Wrongful Encounter del 1994, venne inserito nel Guinness dei primati come più venduto nel Paese con 2,8 milioni di copie. Mentre The Bodyguard di Whitney Houston (1992) divenne la colonna sonora più venduta (1,14 milioni di copie), Mariah Carey fu la prima solista straniera a superare il traguardo milionario, con Music Box nel 1996. Nel 2001, Another Days di Kim Gun-mo, Chapter 4 dei GOD e la raccolta di canzoni d'amore Sonata furono gli ultimi dischi a vendere più di un milione di copie prima che l'avvento degli MP3 e dei servizi di streaming facesse crollare rapidamente il mercato dei CD, riducendolo a un decimo delle sue dimensioni.
Nel 2013 la SM Entertainment annunciò che gli Exo erano stati i primi a superare nuovamente il milione; tuttavia, i calcoli dell'agenzia combinavano le vendite dell'album in studio XOXO, del suo repackage Growl e delle rispettive edizioni in lingua cinese. Nella seconda metà degli anni 2010 la popolarità degli idol rivitalizzò le vendite degli album grazie all'accresciuto valore di questi ultimi come oggetti da collezione, e nel 2017 il mercato del fisico registrò una crescita del 285% rispetto al 2011, in controtendenza sul settore musicale globale. Le dimensioni del mercato discografico interno crebbero soprattutto grazie alla popolarità dei BTS, che creò un effetto a cascata sui loro contemporanei. Nel 2017 furono i primi artisti in sedici anni a superare il milione di copie con un album, Love Yourself: Her; furono anche i primi a raggiungere nuovamente i 2 e i 3 milioni, rispettivamente con Love Yourself: Answer (2018) e Map of the Soul: Persona (2019). Quest'ultimo soppiantò Wrongful Encounter di Kim Gun-mo come più venduto di sempre nel Paese in circa un mese; detenne il record per meno di un anno, quando Map of the Soul: 7 (2020) del medesimo gruppo diventò il primo album a superare i 4 milioni nella storia della musica sudcoreana. Un mese dopo, i BTS sostituirono Shin Seung-hun come artista più venduto di sempre nel Paese, con 20,32 milioni di copie contro i 17 milioni di Shin.
Dopo i BTS altri idol conseguirono vendite milionarie, e nel solo mese di ottobre 2020 apparvero tre album "million seller" (밀리언셀러?, milli-eonselleoLR): NCT 2020 Resonance Pt. 1 degli NCT, The Album delle Blackpink e Semicolon dei Seventeen.

### Classifiche
- Il 10 settembre 1998 la Korea Video & Record Distributors Association (KRVDA) pubblicò le prime classifiche musicali, conteggiando gli album più venduti nel mese di agosto e nel semestre marzo-agosto 1998.[19]
- Tra il 1999 e il 2007 uscirono le classifiche mensili della Music Industry Association of Korea (MIAK), con cinquanta posizioni e le vendite di ogni disco.[20]
- Nel febbraio 2010 la Korea Music Content Association (KMCA) ha introdotto la Circle Chart, includendo una dettagliata esposizione dei dati di vendita.[21] Le certificazioni sono state implementate nell'aprile 2018 e si applicano alle sole uscite avvenute dopo il 1º gennaio 2018.[22][23]

## Album più venduti fino al 2011

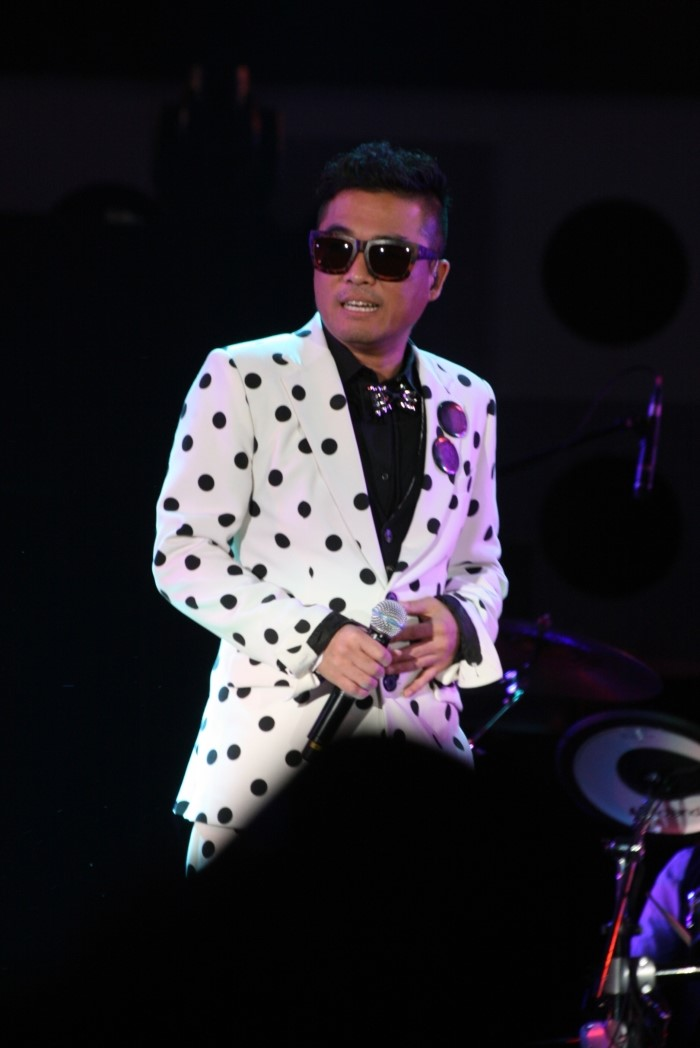
Wrongful Encounter di Kim Gun-mo (1994) è stato l'album più venduto in Corea del Sud fino al 2019.

Quella che segue è la lista dei cinquanta album di artisti sudcoreani più venduti nel Paese fino al 2011, compilata dal Korean Music Statistical Yearbook. Il totale delle copie vendute è arrotondato: nel caso quello di più album corrisponda, sono elencati per primi quelli con il valore non arrotondato più alto.
| n° | Anno | Artista            | Titolo                                  | Vendite   |
| -- | ---- | ------------------ | --------------------------------------- | --------- |
| 1  | 1994 | Kim Gun-mo         | Kim Gun-mo 3: Wrongful Encounter        | 2 860 000 |
| 2  | 1996 | Shin Seung-hun     | Shin Seung-hun V                        | 2 480 000 |
| 3  | 1995 | Jo Kwan-woo        | My 2nd Story: Memory                    | 2 180 000 |
| 4  | 2000 | Jo Sung-mo         | Jo Sung-mo 3: Let Me Love               | 2 140 000 |
| 5  | 1993 | Seo Taiji and Boys | Seo Taiji and Boys II                   | 2 130 000 |
| 6  | 1999 | Jo Sung-mo         | Jo Sung-mo 2: For Your Soul             | 2 110 000 |
| 7  | 1989 | Byun Jin-sub       | Byun Jin-sub 2                          | 1 980 000 |
| 8  | 1996 | DJ DOC             | DJ2DOC                                  | 1 950 000 |
| 9  | 2000 | GOD                | Chapter 3                               | 1 920 000 |
| 10 | 1993 | Kim Gun-mo         | Kim Gun-mo 2                            | 1 830 000 |
| 11 | 1996 | Kim Gun-mo         | Kg. M4: Exchange                        | 1 810 000 |
| 12 | 2001 | Artisti vari       | Sonata                                  | 1 760 000 |
| 13 | 2001 | GOD                | Chapter 4                               | 1 740 000 |
| 14 | 1993 | Shin Seung-hun     | Shin Seung-hun Vol.3                    | 1 730 000 |
| 15 | 1995 | Roo'ra             | Roo'ra 2nd                              | 1 670 000 |
| 16 | 1994 | Shin Seung-hun     | Shin Seung-hun IV: After a Long Time... | 1 640 000 |
| 17 | 1995 | Seo Taiji and Boys | Seo Taiji and Boys IV                   | 1 630 000 |
| 17 | 2000 | Jo Sung-mo         | Jo Sung-mo 2.5: Classic                 | 1 630 000 |
| 19 | 1997 | HOT                | Wolf and Sheep                          | 1 520 000 |
| 20 | 1991 | Shin Seung-hun     | Shin Seung-hun Vol.2                    | 1 470 000 |
| 20 | 1994 | Jo Kwan-woo        | My First Story                          | 1 470 000 |
| 22 | 1999 | HOT                | I yah!                                  | 1 430 000 |
| 23 | 2001 | Kim Gun-mo         | Kim Gun-mo #007 Another Days...         | 1 400 000 |
| 23 | 1994 | Kim Won-jun        | Kim Won-jun 3                           | 1 400 000 |
| 25 | 1998 | Jo Sung-mo         | Jo Sung-mo 1: To. Heaven                | 1 360 000 |
| 26 | 1992 | Seo Taiji and Boys | Seo Taiji and Boys                      | 1 340 000 |
| 26 | 1996 | Jo Kwan-woo        | My 3rd Story About...                   | 1 340 000 |
| 26 | 2001 | Jo Sung-mo         | Jo Sung-mo 4: No More Love              | 1 340 000 |
| 26 | 1993 | Kim Jong-seo       | Kim Jong-seo 2: PETSDN2                 | 1 340 000 |
| 30 | 1994 | The Classic        | The Classic                             | 1 330 000 |
| 31 | 1995 | Roo'ra             | Reincarnation of the Legend             | 1 320 000 |
| 32 | 1998 | Shin Seung-hun     | Shin Seung-hun VI                       | 1 310 000 |
| 32 | 1988 | Byun Jin-sub       | Byun Jin-sub                            | 1 310 000 |
| 34 | 1994 | Seo Taiji and Boys | Seo Taiji and Boys III                  | 1 300 000 |
| 35 | 1998 | Seo Taiji          | Seo Tai Ji                              | 1 290 000 |
| 36 | 1990 | Shin Seung-hun     | Reflection of You In Your Smile         | 1 260 000 |
| 37 | 1997 | Kim Gun-mo         | Myself                                  | 1 210 000 |
| 37 | 1992 | Lee Mu-song        | Karma                                   | 1 210 000 |
| 39 | 1996 | Turbo              | New Sensation                           | 1 200 000 |
| 39 | 1994 | Two Two            | Two Two                                 | 1 200 000 |
| 41 | 1991 | Byun Jin-sub       | Byun Jin-sub III                        | 1 160 000 |
| 42 | 1997 | Kim Jong-hwan      | Until the Day We                        | 1 130 000 |
| 42 | 1992 | Kim Won-jun        | Wanna Be Sexy                           | 1 130 000 |
| 42 | 2000 | Seo Taiji          | Ultramania                              | 1 130 000 |
| 45 | 1996 | Clon               | Are You Ready?                          | 1 120 000 |
| 46 | 1998 | HOT                | Resurrection                            | 1 100 000 |
| 46 | 1994 | Marronnier         | Cocktail Love                           | 1 100 000 |
| 46 | 1993 | Park Jeong-un      | Park Jeong-un 3                         | 1 100 000 |
| 49 | 1993 | 015B               | The Fourth Movement                     | 1 090 000 |
| 50 | 1992 | Hyun Jin-young     | Hyun Jin-young 2                        | 1 080 000 |

## Album certificati disco di diamante
Le certificazioni sono state implementate nell'aprile 2018 dalla KMCA e si applicano alle sole uscite avvenute dopo il 1º gennaio 2018. Il disco di diamante è denominato "Million".
Legenda
- Single album

| Data              | Artista         | Titolo                             | Vendite certificate |
| ----------------- | --------------- | ---------------------------------- | ------------------- |
| 21 febbraio 2020  | BTS             | Map of the Soul: 7                 | 5 milioni           |
| 24 aprile 2023    | Seventeen       | FML                                | 5 milioni           |
| 2 giugno 2023     | Stray Kids      | 5-Star                             | 5 milioni           |
| 23 ottobre 2023   | Seventeen       | Seventeenth Heaven                 | 5 milioni           |
| 12 aprile 2019    | BTS             | Map of the Soul: Persona           | 4 milioni           |
| 27 maggio 2022    | Seventeen       | Face the Sun                       | 4 milioni           |
| 10 novembre 2023  | Stray Kids      | Rock-Star                          | 4 milioni           |
| 18 maggio 2018    | BTS             | Love Yourself: Tear                | 3 milioni           |
| 24 agosto 2018    | BTS             | Love Yourself: Answer              | 3 milioni           |
| 20 novembre 2020  | BTS             | Be                                 | 3 milioni           |
| 9 luglio 2021     | BTS             | Butter                             | 3 milioni           |
| 22 ottobre 2021   | Seventeen       | Attacca                            | 3 milioni           |
| 10 giugno 2022    | BTS             | Proof                              | 3 milioni           |
| 7 ottobre 2022    | Stray Kids      | Maxident                           | 3 milioni           |
| 17 luglio 2023    | NCT Dream       | ISTJ                               | 3 milioni           |
| 10 novembre 2023  | Stray Kids      | Rock-Star                          | 3 milioni           |
| 29 aprile 2024    | Seventeen       | 17 is Right Here                   | 3 milioni           |
| 14 ottobre 2024   | Seventeen       | Spill the Feels                    | 3 milioni           |
| 10 maggio 2021    | NCT Dream       | Hot Sauce                          | 2 milioni           |
| 17 settembre 2021 | NCT 127         | Sticker                            | 2 milioni           |
| 18 marzo 2022     | Stray Kids      | Oddinary                           | 2 milioni           |
| 28 marzo 2022     | NCT Dream       | Glitch Mode                        | 2 milioni           |
| 9 maggio 2022     | TXT             | Minisode 2: Thursday's Child       | 2 milioni           |
| 16 settembre 2022 | Blackpink       | Born Pink                          | 2 milioni           |
| 8 maggio 2023     | Aespa           | My World                           | 2 milioni           |
| 27 gennaio 2023   | TXT             | The Name Chapter: Temptation       | 2 milioni           |
| 10 luglio 2023    | Zerobaseone     | Youth in the Shade                 | 2 milioni           |
| 13 ottobre 2023   | Ive             | I've Mine                          | 2 milioni           |
| 13 ottobre 2023   | TXT             | The Name Chapter: Freefall         | 2 milioni           |
| 3 novembre 2023   | Jung Kook       | Golden                             | 2 milioni           |
| 25 marzo 2024     | NCT Dream       | Dream()scape                       | 2 milioni           |
| 12 luglio 2024    | Enhypen         | Romance: Untold                    | 2 milioni           |
| 19 luglio 2024    | Stray Kids      | Ate                                | 2 milioni           |
| 13 dicembre 2024  | Stray Kids      | Hop                                | 2 milioni           |
| 26 maggio 2025    | Seventeen       | Happy Burstday                     | 2 milioni           |
| 5 giugno 2025     | Enhypen         | Desire: Unleash                    | 2 milioni           |
| 2 novembre 2018   | Exo             | Don't Mess Up My Tempo             | 1 milione           |
| 16 settembre 2019 | Seventeen       | An Ode                             | 1 milione           |
| 25 maggio 2020    | Byun Baek-hyun  | Delight                            | 1 milione           |
| 22 giugno 2020    | Seventeen       | Heng:garae                         | 1 milione           |
| 2 ottobre 2020    | Blackpink       | The Album                          | 1 milione           |
| 12 ottobre 2020   | NCT             | NCT 2020 Resonance Pt. 1           | 1 milione           |
| 19 ottobre 2020   | Seventeen       | Semicolon                          | 1 milione           |
| 26 ottobre 2020   | TXT             | Minisode1: Blue Hour               | 1 milione           |
| 23 novembre 2020  | NCT             | NCT 2020 Resonance Pt. 2           | 1 milione           |
| 30 marzo 2021     | Baekhyun        | Bambi                              | 1 milione           |
| 26 aprile 2021    | Enhypen         | Border: Carnival                   | 1 milione           |
| 13 maggio 2021    | TXT             | The Chaos Chapter: Freeze          | 1 milione           |
| 7 giugno 2021     | Exo             | Don't Fight the Feeling            | 1 milione           |
| 18 giugno 2021    | Seventeen       | Your Choice                        | 1 milione           |
| 28 giugno 2021    | NCT Dream       | Hello Future                       | 1 milione           |
| 17 agosto 2021    | TXT             | The Chaos Chapter: Fight or Escape | 1 milione           |
| 23 agosto 2021    | Stray Kids      | Noeasy                             | 1 milione           |
| 12 ottobre 2021   | Enhypen         | Dimension: Dilemma                 | 1 milione           |
| 14 dicembre 2021  | NCT             | Universe                           | 1 milione           |
| 5 aprile 2022     | Ive             | Love Dive                          | 1 milione           |
| 2 maggio 2022     | Lim Young-woong | Im Hero                            | 1 milione           |
| 30 maggio 2022    | NCT Dream       | Beatbox                            | 1 milione           |
| 4 luglio 2022     | Enhypen         | Manifesto: Day 1                   | 1 milione           |
| 8 luglio 2022     | Aespa           | Girls                              | 1 milione           |
| 15 luglio 2022    | Itzy            | Checkmate                          | 1 milione           |
| 18 luglio 2022    | Seventeen       | Sector 17                          | 1 milione           |
| 29 luglio 2022    | Ateez           | The World EP.1: Movement           | 1 milione           |
| 22 agosto 2022    | Ive             | After Like                         | 1 milione           |
| 8 agosto 2022     | NewJeans        | New Jeans                          | 1 milione           |
| 26 agosto 2022    | Twice           | Between 1&2                        | 1 milione           |
| 16 settembre 2022 | NCT 127         | 2 Baddies                          | 1 milione           |
| 17 ottobre 2022   | Le Sserafim     | Antifragile                        | 1 milione           |
| 28 ottobre 2022   | Jin             | The Astronaut                      | 1 milione           |
| 30 novembre 2022  | Itzy            | Cheshire                           | 1 milione           |
| 19 dicembre 2022  | NCT Dream       | Candy                              | 1 milione           |
| 2 gennaio 2023    | NewJeans        | OMG                                | 1 milione           |
| 30 gennaio 2023   | NCT 127         | Ay-Yo                              | 1 milione           |
| 10 marzo 2023     | Twice           | Ready to Be                        | 1 milione           |
| 24 marzo 2023     | Jimin           | Face                               | 1 milione           |
| 31 marzo 2023     | Jisoo           | Me                                 | 1 milione           |
| 10 aprile 2023    | Ive             | I've Ive                           | 1 milione           |
| 21 aprile 2023    | Agust D         | D-Day                              | 1 milione           |
| 2 maggio 2023     | Le Sserafim     | Unforgiven                         | 1 milione           |
| 15 maggio 2023    | (G)I-dle        | I Feel                             | 1 milione           |
| 22 maggio 2023    | Enhypen         | Dark Blood                         | 1 milione           |
| 16 giugno 2023    | Ateez           | The World Ep. 2: Outlaw            | 1 milione           |
| 10 luglio 2023    | Exo             | Exist                              | 1 milione           |
| 21 luglio 2023    | NewJeans        | Get Up                             | 1 milione           |
| 28 luglio 2023    | Treasure        | Reboot                             | 1 milione           |
| 31 luglio 2023    | Itzy            | Kill My Doubt                      | 1 milione           |
| 28 agosto 2023    | NCT             | Golden Age                         | 1 milione           |
| 4 settembre 2023  | Riize           | Get a Guitar                       | 1 milione           |
| 5 settembre 2023  | V               | Layover                            | 1 milione           |
| 6 ottobre 2023    | NCT 127         | Fact Check                         | 1 milione           |
| 6 novembre 2023   | Zerobaseone     | Melting Point                      | 1 milione           |
| 10 novembre 2023  | Aespa           | Drama                              | 1 milione           |
| 17 novembre 2023  | Enhypen         | Orange Blood                       | 1 milione           |
| 1 dicembre 2023   | Ateez           | The World Ep.Fin: Will             | 1 milione           |
| 29 gennaio 2024   | (G)-Idle        | 2                                  | 1 milione           |
| 19 febbraio 2024  | Le Sserafim     | Easy                               | 1 milione           |
| 23 febbraio 2024  | Twice           | With You-th                        | 1 milione           |
| 1 aprile 2024     | TXT             | Minisode 3: Tomorrow               | 1 milione           |
| 29 aprile 2024    | Ive             | Ive Switch                         | 1 milione           |
| 24 maggio 2025    | NewJeans        | How Sweet                          | 1 milione           |
| 27 maggio 2024    | Aespa           | Armageddon                         | 1 milione           |
| 31 maggio 2024    | Ateez           | Golden Hour: Part 1                | 1 milione           |
| 17 giugno 2024    | Riize           | Riizing                            | 1 milione           |
| 21 giugno 2024    | NewJeans        | Supernatural                       | 1 milione           |
| 26 agosto 2024    | Zerobaseone     | Cinema Paradise                    | 1 milione           |
| 6 settembre 2024  | Baekhyun        | Hello, World                       | 1 milione           |
| 21 ottobre 2024   | Aespa           | Whiplash                           | 1 milione           |
| 4 novembre 2024   | TXT             | The Star Chapter: Sanctuary        | 1 milione           |
| 11 novembre 2024  | Enhypen         | Romance: Untold - Daydream         | 1 milione           |
| 11 novembre 2024  | NCT Dream       | Dreamscape                         | 1 milione           |
| 15 novembre 2024  | Ateez           | Golden Hour: Part.2                | 1 milione           |
| 3 febbraio 2025   | Ive             | Ive Empathy                        | 1 milione           |
| 24 febbraio 2025  | Zerobaseone     | Blue Paradise                      | 1 milione           |
| 14 aprile 2025    | NCT Wish        | Poppop                             | 1 milione           |
| 13 maggio 2025    | Boynextdoor     | No Genre                           | 1 milione           |
| 19 maggio 2025    | Riize           | Odyssey                            | 1 milione           |
| 27 giugno 2025    | Aespa           | Dirty Work                         | 1 milione           |

## Album più venduti per anno
La seguente lista comprende gli album più venduti per ciascun anno, con le vendite realizzate soltanto nell'anno considerato.
Legenda
- Single album

| Anno | Artista           | Disco                       | Vendite   | Note   |
| ---- | ----------------- | --------------------------- | --------- | ------ |
| 1998 | Seo Taiji         | Seo Tai Ji                  | 1 133 736 | [ 25 ] |
| 1999 | Jo Sung-mo        | Jo Sung-mo 2: For Your Soul | 1 949 043 | [ 26 ] |
| 2000 | Jo Sung-mo        | Jo Sung-mo 3: Let Me Love   | 1 968 967 | [ 27 ] |
| 2001 | Artisti vari      | Sonata                      | 1 688 129 | [ 28 ] |
| 2002 | Cool              | 7even                       | 647 052   | [ 29 ] |
| 2003 | Kim Gun-mo        | Hestory                     | 529 416   | [ 30 ] |
| 2004 | Seo Taiji         | 7th Issue                   | 482 066   | [ 31 ] |
| 2005 | SG Wannabe        | Saldaga                     | 414 855   | [ 32 ] |
| 2006 | TVXQ              | "O"-Jung.Ban.Hap.           | 349 317   | [ 33 ] |
| 2007 | SG Wannabe        | The Sentimental Chord       | 190 998   | [ 34 ] |
| 2008 | N.D.              | N.D.                        | N.D.      | N.D.   |
| 2009 | N.D.              | N.D.                        | N.D.      | N.D.   |
| 2010 | Super Junior      | Bonamana                    | 200 193   | [ 35 ] |
| 2011 | Girls' Generation | The Boys                    | 385 348   | [ 36 ] |
| 2012 | Super Junior      | Sexy, Free & Single         | 356 431   | [ 37 ] |
| 2013 | Exo               | Growl (edizione coreana)    | 335 823   | [ 38 ] |
| 2014 | Exo-K             | Overdose (edizione coreana) | 385 047   | [ 39 ] |
| 2015 | Exo               | Exodus (edizione coreana)   | 478 856   | [ 40 ] |
| 2016 | BTS               | Wings                       | 751 301   | [ 41 ] |
| 2017 | BTS               | Love Yourself: Her          | 1 493 443 | [ 42 ] |
| 2018 | BTS               | Love Yourself: Answer       | 2 197 808 | [ 43 ] |
| 2019 | BTS               | Map of the Soul: Persona    | 3 718 230 | [ 44 ] |
| 2020 | BTS               | Map of the Soul: 7          | 4 376 975 | [ 45 ] |
| 2021 | BTS               | Butter                      | 2 999 407 | [ 46 ] |
| 2022 | BTS               | Proof                       | 3 482 598 | [ 47 ] |
| 2023 | Seventeen         | FML                         | 5 546 930 | [ 48 ] |
| 2024 | Seventeen         | Spill the Feels             | 3 180 338 | [ 49 ] |